# Velitxàievskoie
Velitxàievskoie (en rus: Величаевское) és un poble del krai de Stàvropol, a Rússia, que en el cens del 2010 tenia 5.204 habitants. Pertany al districte rural de Levokúmskoie.